# Palmillas (Guerrero)
Palmillas es una localidad del estado mexicano de Guerrero. Es parte del municipio de Buenavista de Cuéllar.

## Demografía
| Gráfica de evolución demográfica |
|                                  |

| Censo | Población |
| ----- | --------- |
| 1950  | 480       |
| 1960  | 507       |
| 1970  | 668       |
| 1980  | 949       |
| 1990  | 943       |
| 2000  | 1 192     |
| 2010  | 1 104     |
| 2020  | 1 173     |